# Coles de Kandur
Els Coles de Kandur foren una branca de la dinastia telugu Chola que va governar a les regions Nalgonda, Mahabubnagar i Khammam a Telangana durant dos segles i mig. La seva capital fou Kandur i la dinastia fou anomena Cola Kandur (o Coles de Kandur). Kandur no fou l'única capital i aquest rang també va afectar Kolanupaka, Vardhamanapur, Kodur i Panagallu, totes les quals van prosperar sota els coles.

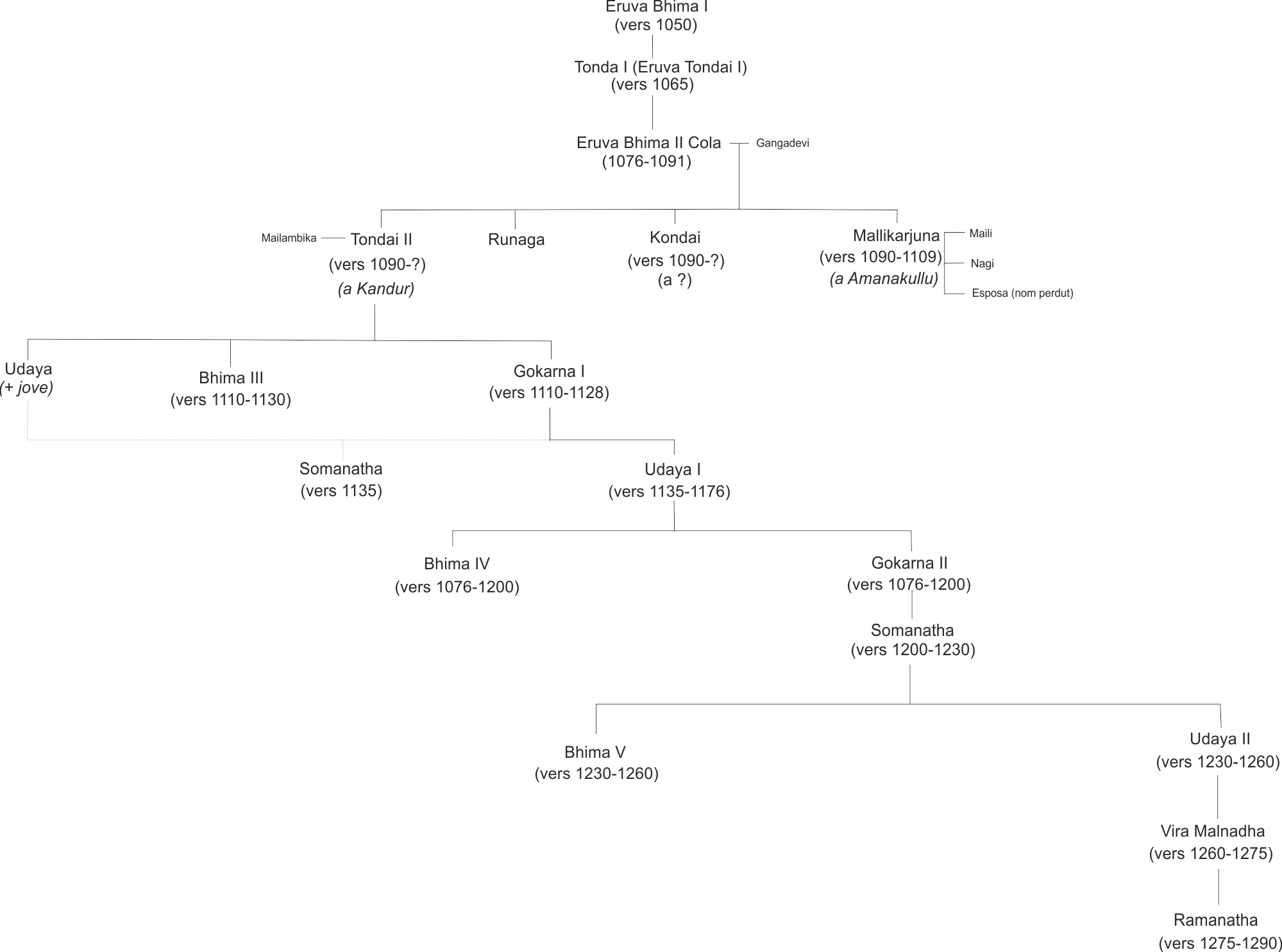
Genealogia dels Coles de Kandur

## Antecedents
Una branca dels coles estava establerta a la regió anomenada Eruva; els noms com Danavarma i Kodur que apareixen a les seves inscripcions, fa suposar als historiadors que aquests coles pertanyien a la branca Pothapi Cola i a la família Karikala (Eruva) Cola.
El primer esmentat és Eruva Bhima I que va servir al rei Someshvara I (1042 - 1068) i va concedir la senyoria de Cheraku al cap local Kata I. Va seguir Eruva Tonda o Tondai I (Eruva Tondayaraju) vers el 1065 també supeditat a Someshvara I, que residia a Kodu. Al seu darrere apareix Bhimachoda (Eruva Bhima Cola II) al servei de Someshwara II (1068 - 1076) que fou governador del districte; les inscripcions de Kolanupaka datades el 1070 i 1075 esmenten, la primera una "Reddymanya" probablement una comissió de servei encarregada a un Reddy que era cap de poble, mentre la segona es refereix al cobrament d'una taxa anomenada settisumka (que vol dir “taxa mercantil”). També va estar al servei de Vikramaditya VI (1076 - 1126) junt al que va combatre en la guerra civil contra el seu germà Someshvara II (1068 - 1076) rebent en premi la regió de Kandur Nadu pels seus serveis. Se sap que aquesta regió estava governada el 1058 (inscripció de Nagai) per Ayyarasa de la família Haihaya, al servei de Someshvara I.
Bhimaraja II, com a lleial a Vikramaditya VI de la dinastia dels Chalukya de Kalyani va establir la seva capital a Kandur. A partir de llavors, la seva dinastia va ser anomenada com els Coles de Kandur; el seu territori era més gran que el regne dels Kakatiyes, que eren governants subordinats dels Chalukya de Kalyani i s'estenia a les regions de Mahabubnagar, Nalgonda i Khammam, és a dir pràcticament a tota Telangana.
Existeixen unes quaranta inscripcions que narren diversos fets que permeten reconstruir la història de la dinastia, les quals foren escrites en sànscrit, canarès i telugu; les dades es complementen amb les inscripcions dels Kakatiyes i dels Txalikies de Kalyani, algunes de les quals els esmenten. La inscripció dita de 'Gattu thum- ma' feta per Chennamahadevi, la de Draksharama de Mylama Devi i la de Panagallu de Mylambika revelen diversos aspectes culturals del període cola a Telangana. El Coles de Kandur a les seves inscripcions s'anomenen com Panchamahashedda Mahamandaleswara, Surya-vamsodbhava Kula tilaka, Koduru Puravareswara i Kasvasa gotra karikalaanvaya. No obstant això, hi ha evidència que, durant el segon any de govern del Chalukya Vikramaditya VI, el país anomenat Aija estava sota el domini de la dinastia de Maharajas Malla de Vaidumba; el que significa que Vikramaditya VI no controlava al llavors cap [cola ?] Chiddana.
La inscripció d'Ollala revela que Eruva Bhima I va governar la regió Kolanupaka després d'un altre Cola (o Haihaya) (Chiddana) i fou el primer representant de la dinastia Cola de Kandur, encara però amb seu a Panagallu. Eruva Bhima I és esmentat a la inscripció d'Ollala. El va succeir el seu fill Eruva Tondai Cola I, que va conquerir les regions de Sidhikonda, Rachakonda, Devarakonda, Bhuvanagiri i Nelakondapally i va engrandir el domini del seu govern. És esmentat a les inscripcions d'Ollala i Kolanupaka. El rei Chalukya Vikramaditya VI va nomenar al seu fill Kumara Tailapa (tingut amb la reina Chandaladevi) com el seu virrei a la regió de Kandur i a un altre fill de nom Kumara Someshvara (nascut de la reina principal) com a virrei a la regió de Kolanupaka, però els coles van conservar el domini efectiu d'aquestes regions.

## Fundació
A Tondai Cola I el va succeir el seu fill Eruva Bhima Cola II (Bhimadeva) que va rebre en feu la regió de Kandur de Vikramaditya VI en recompensa per la seva ajuda en certes batalles. Fou el primer rei de Kandur. Va engrandir el fort de Panagallu i va establir un sistema administratiu eficaç en el seu regne; el seu govern s'estima entre vers 1077 i vers 1090. Es va casar amb Gangadevi amb la que va tenir quatre fills: Tondai Cola, Runaga Cola, Kondai Cola i Mallikarjuna Deva Cola. El fill gran, Tondai Cola II, va succeir al seu pare, i altres germans van governar algun territori.

## Governs successius
Tondai Cola II es va casar amb Mylambika. La seva vida és coneguda per una inscripció que la reina va deixar a Draksharama i per una inscripció que l'esmenta a Panagallu, a més de dues inscripcions del propi Tondai Cola que en parlen a Kolanupaka i Anumula. Es refereix a Vikramaditya VI com el seu sobirà. Tondai II va fer una donació a Rameshvara Pandita Deva (deixant una inscripció sobre això) que era un seguidor del xivaisme Kalamukha. La inscripció d'Anumula inclou poemes en telugu. Al seu regne hi havia uns 30 forts de tota mena: de muntanya, de terra, de mar i de selva. Va deixar tres fills: Udayana, Bhima Deva Cola i Gokarna Deva. Però el successor fou el seu germà Kondai Cola, probablement de manera efímera, i després l'altre germà (el més petit) Mallikarjuna Cola 
Mallikarjuna Cola és autor de la inscripció d'Ollala de salivahana any Saka 1020. Aquesta inscripció inclou un arbre genealògic complert de la família Cola de Kandur des de Bhima Cola I fins a Mallikarjuna Cola. També esmenta la família de ‘Gundava’, que fou ministre sota Mallikarjuna i és descrit com membre del clan (gotra) Atreya Gotra, d'una família bramin que disposava d'un agrahara (barri de sacerdots) a la regió de Vengi concedit per Trinayana Pallava; la família estava molt implicada en la política i eren molts intel·ligents. Hauria governat a Amanakullu.
El seu nebot Bhima Cola III (Bhima Deva o Bhimadeva), fill de Tondai Cola II, el va succeir. La seva mare era Mylamba, que va emetre la inscripció de Panagallu i va donar un poble a un braman pel benestar del seu fill Bhuma anomenant el poble com "Cholabhima Narayanapuram", segons diu la inscripció. També esmentar als seus altres dos fills. Bhimadeva Cola també va donar un poble al temple de Markandeswara al Gudem Ramalingala al districte de Nalgonda, i va emetre una inscripció que s'hi refereix. El seu primer matrimoni fou amb Dennamahadevi que va fer una donació per al culte diari per Tummeti Rameswara Deva i va emetre al respecte una inscripció anomenada inscripció de "Gattu Tummana". En aquesta inscripció Bhima Cola és anomenat com Nalla Bhima Deva Cola.
El virrei Txalukya Kumara Tailapa es creu que va repartir el govern de la regió de Kundur entre dos germans de la família Cola: Bhima III i Gokarna I, fills de Tondai Cola, que van governar amb seus respectivament a Kundur i Panugallu. Kumarna Tailapa va intentar fer-se independent (vers 1126 ?) i Bhima va acceptar lluitar al seu costat mentre Gokarna I va restar lleial a Someshvara III. Gokarna hauria estat mort a mans de Kumara Tailapa i Bhima III. Finalment el kakatiya Prolaraja II en nom de Someshvara va envair la regió de Kandur (Kandur Nadu) i va esclafar la revolta. Prolaraja II va atacar aleshores al general Govinda-damdesa, a qui Kumara Tailapa havia concedit el govern de Panugallu a la mort de Gokarna I; també Govinda fou derrotat i Prolaraja va restaurar Panugallu a la casa de Gokarna I. Aquesta campanya de Prolaraja a Panugallu i Kandur hauria tingut lloc en algun moment entre 1128 i 1136.
Gokarna (I) Deva Cola va governar amb el seu germà Bhima III un temps. El govern dels dos germans hauria durat uns 27 anys del 1109 al 1136. La seva mare Mylambika l'esmenta a la inscripció de Panagallu com "Dana Kama". Va emetre una inscripció a Eleswaram datada l'any 33 del Chalukya Vikrama Saka i el seu comandant de l'exèrcit va fer una altra inscripció. Aquest rei va tenir com a primera capital Panagallu però després la va traslladar a Vardhamanapura del districte de Mahabub Nagar.
El nom del successor, Somanatha Deva Cola, es coneix per una inscripció trobada al poble de Uppunuthala. El nom del seu pare no s'esmenta, i es suposa que fou Gokarna I però es creu també àmpliament que era fill de Udaya o Udayana Cola que fou el fill gran de Tondai Cola II i, per tant, nebot de Gokarna I. Hauria governat breument a Vardhamanapura i/o Panugallu.
Udaya Cola (1136-1176), fill de Gokarna I, hauria pujat al tron de Kandur després de Bhima III. Va regnar durant uns 40 anys i és un dels governants més notables; va deixar diverses inscripcions a Sirikonda, Rachur, Jadcherla, Nelakondapally, Eleswaram i Perur. Udaya Chola fou vassall del rei Chalukya Jagadekamalla II de Kalyani (1138-1151). Segons la inscripció del pilar del temple a Hanumakonda, feta pel Kakatiya Rudradeva (Pratapa Rudra I 1158/1163–1195), el rei kakatiya Prolaraja II (vers 1116–1157) va derrotar un governant anomenat Govindaraja i va donar la regió ocupada a Udaya, el que revela que la dinastia Kakatiya i la dinastia Cola de Kandur eren aliades i ambdues fidels als Chalukya de Kalyani. Udaya va construir o reforçar forts a Panagallu, Kandur, Ghanapuram, Gangapuram, Vardhamanapuram, Amrabad, Rachur, Kodur, Maghatala (Makthal), Vangur i Munnanur. Udaya Cola va tenir dos fills, Bhima IV Deva Cola i Gokarna II Cola que van succeir al seu pare i van governat junts vers 1176 a 1200.
Els dos nous reis van emetre les inscripcions de Mamillapally i Perur. Van donar terres a Narasimha del agrahara de Chutughosha al poble de Tumati Madigallu. A la mort del darrer dels dos (probablement Gokarna) va pujar al tron Somanatha Deva Cola, fill de Gokarna. Va governar entre 1200 i 1230. No obstant això, no hi ha inscripcions d'aquest rei; se'l esmenta a la inscripció d'Idampally emesa pel seu fill Udayaditya Deva Chola. Moltes parts del regne van passar als Kakatiyes durant el seu regnat. Només la capital Vardhamanapura i àrees a l'entorn van romandre sota el seu govern. Tenia dos fills, Bhima Deva i Udayaditya Deva, que van succeir al seu pare.
Bhima Deva (o Bhimanadeva) i Udayaditya Deva van governar vers 1230 a 1260. Apareixen esmentats a les inscripcions trobades en els pobles d'Idampally, Padamatipally i Mallepally a la taluka de Devarakonda. La inscripció de Mallepally es refereix a la donació per part de Bhimadeva del poble (Mallepally). Udayaditya Deva va fer una donació que va reflectir en una inscripció per al bé del seu pare difunt Somanatha Deva i també va donar poble de Nalladanapally Prolu al un senyor de nom Maheshvara emetent una altra inscripció. El successor probable fou Veeramalnadhadeva Cola (Vira Malnadha Deva), amb relació familiar desconeguda, ja que no s'han trobar inscripcions seves; el seu nom és conegut per una inscripció del seu fill Ramanatha Deva Cola en la construcció d'un temple, però l'esmenta com el seu pare, sense esmentar al avi; els historiadors el suposen fill de Udayaditya Deva i situen el seu govern entre 1260 i 1275.

## Final
El seu fill Ramanathadeva Cola (Ramanatha Deva Cola) l'hauria seguit en el tron. Va deixar la inscripció de Moktur datada el 1282 en la que es descriu com feudatari de la reina Kakatiya Rudramadevi o Rudrama Devi (1261/62–1289/1295). Fou el darrer governant de la dinastia. Vers el 1290 el rei yadava, Sarangapani, va ocupar Panagallu i va posar final a la dinastia de Kandur.

## Branca col·lateral
La inscripció de Panagallu de 1280 revela que un rei de nom Tonda-Cola Bhimanarayana va governar com a rei subordinat del kakatiya Pratāparudra (Pratapa Rudra I (1158/1163–1195) vers el 1250 al 1282 però no consta cap detall. Els historiadors pensen que podria haver estat el fill de Bhima Cola IV. Els descendents d'aquest no s'esmenten en cap lloc però hi ha evidències en algunes inscripcions que s'han trobat, que van governar alguna part de la regió de Telangana.

## Altres coles
Un Rudrama Cola és descrit com Hahamandaleswara en la inscripció de 1125 a Nelakondapally que descriu la donació de Kondapally a Peddacheruvu. Una altra inscripció a Burugupadu al districte de Nalgonda esmenta el nom d'un governant Cola de Kandur però no és llegible. Se'l descriu com Kandur Puravardhika, Suryavamsastha, Kasyapa i Gotrasa Karikala vamsastha. Però la relació entre ambdós i els coles de Kandur no es coneix.
En general, fins vers el 1300, diset reis Cola Kandur van governar una part important de la regió de Telangana durant 250 anys. Eren reis subordinats dels Chalukya de Kalyani per força temps i més tard van continuar com a subordinats dels Kakatiyes; el seu paper en la història de Telangana fou rellevant.

## Reis
- Eruva Bhima I vers 1050
- Eruva Tondai Cola I vers 1065
- Eruva Bhima II vers 1080-1090/91 (primer membre de la dinastia cola de Kandur)
- Tondai Cola II 1090-?
- Kondai Cola 1090-?
- Mallikarjuna Cola 1090-1109 (a Amanakallu)
- Bhima Cola III (1109-1130) i Gokarna I Deva Cola (1109-1128) (a Kundur i Panugallu)
- Govinda Damdesa (usurpador) 1128-1130
- Somanatha I Deva Cola 1130-1136
- Udaya Cola 1136-1176
- Bhima Cola IV i Gokarna Cola (Gokarna II) 1176-1200 (junts)
- Somanatha II Deva Cola 1200-1230
- Bhima Deva (Chima Cola IV) i Udayaditya Deva 1230-1260 (junts)
- Vira Malnadha Deva (i Tonda Cola Bhimanarayana ?) 1260-1275
- Ramanatha Deva Cola 1275-1290